# Centrohelida
Centrohelida o centroheliozoa es el único orden dentro de los heliozoos, que incluye tanto formas libres como sésiles, en hábitats de agua dulce o marinos, especialmente a cierta profundidad. Son unicelulares y esféricos, usualmente con diámetros en torno a 30-80 μm. Están rodeados de axopodios, seudópodos largos y radiales soportados por microtúbulos que les sirven para capturar el alimento y moverse a las formas libres.
Unos pocos géneros no tienen cobertura celular, pero la mayoría tiene una capa gelatinosa con escamas y espinas producidas por vesículas especiales. Estas pueden ser orgánicas o silíceas y tener diferentes formas y tamaños. Por ejemplo, en Raphidiophrys la capa se extiende a lo largo de la base de los axopodios, cubriéndolos con espículas curvadas que le dan un aspecto de piña. Raphidocystis posee tanto espículas cortas como espículas largas y tubulares que son solo un poco más cortas que los axopodios. Otros géneros comunes son Heterophrys, Actinocystis y Oxnerella.
Los axopodios de Centrohelida están soportados por microtúbulos dispuestos en un patrón triangular-hexagonal procedentes de un centrosoma situado en el centro de la célula. Ninguna de las especies presenta flagelos y las mitocondrias tienen crestas planas. El grupo actualmente se divide en dos grupos dependiendo de la morfología de las escamas y de su ultrastructura: Pterocystina y Acanthocystina.
Centrohelida está estrechamente emparentado con Haptophyta y ambos forman un grupo denominado Haptista. Un grupo de morfología similar, Gymnosphaerida, que posee axopodios en un patrón similar aunque sus crestas mitocondriales son tubulares, en el pasado fue incluido en Centrohelida, pero en la actualidad se clasifica en Rhizaria.